# Eadwig Ætheling
Pour les articles homonymes, voir Eadwig (homonymie).
Eadwig, né vers la fin des années 990 et mort en 1017, est le cinquième des six fils du roi Æthelred le Malavisé par sa première femme Ælfgifu.

## Biographie
Eadwig fait son apparition sur les chartes de son père en 997, ce qui pourrait indiquer qu'il est né cette année-là.
Les faits et gestes de ce prince, qui n'a guère de chances de pouvoir hériter du trône d'Angleterre, sont mal connus. La Chronique anglo-saxonne se contente d'indiquer qu'un Eadwig ætheling a été banni du royaume, puis exécuté sur ordre du roi Knut le Grand en 1017. On considère souvent qu'Eadwig a été en fait exilé dès la prise du pouvoir de Knut, à la fin de l'année 1016, et que son exécution s'inscrit dans une série de meurtres visant à assurer l'emprise de Knut sur le pouvoir, mais N. J. Higham suggère une autre version des faits : selon lui, Eadwig n'aurait pas été exilé en 1016, mais se serait retrouvé à la tête d'un soulèvement contre Knut dans le Wessex. Chassé d'Angleterre après l'échec de sa révolte, Eadwig serait mort à une date ultérieure, peut-être après 1020, année sous laquelle on trouve mention d'un « Eadwig, roi des ceorls » dans la Chronique.
Eadwig est inhumé à l'abbaye de Tavistock, dans le Devon.